# Alexandre Bloch
Pour les articles homonymes, voir Bloch.
Alexandre Bloch, né à Paris le 29 mai 1857 et mort dans la même ville le 11 novembre 1919, est un peintre français.

## Biographie
Alexandre Bloch est élève de Jean-Léon Gérôme et de Jules Bastien-Lepage. Il débute au Salon des artistes français de 1880. Il peint des scènes de genre, mais également des peintures historiques d'inspiration patriotique ; il expose au Salon des tableaux qui illustrent notamment des épisodes de la Chouannerie et de la guerre franco-allemande de 1870.
Alexandre Bloch est décoré de la Légion d'honneur en 1911 au titre de ses services comme lieutenant de réserve dans un régiment d'infanterie territoriale.
À son décès, il est peintre militaire accrédité en tant que peintre du musée de l'Armée.

## Œuvres dans les collections publiques
- Chambéry, musée des Beaux-Arts : Le Lieutenant Chabal prenant un drapeau à l'ennemi en 1870, 1902.
- Nantes, musée Dobrée : Mort de Henri de La Rochejaquelein.
- Quimper, musée des Beaux-Arts : La Chapelle de La Madeleine à Malestroit (Morbihan). 15 nivose an III, 1886.
- Rennes, musée des Beaux-Arts : Mort du général républicain Beaupuy, 1888, huile sur toile, 200 × 160 cm[4].
- Vannes, Conservatoire à rayonnement départemental : Défense de Rochefort-en-terre, 1885.
- Verdun, musée de la Princerie : Le Drapeau de Mars-la-Tour, Salon de 1902.

Œuvres d'Alexandre Bloch
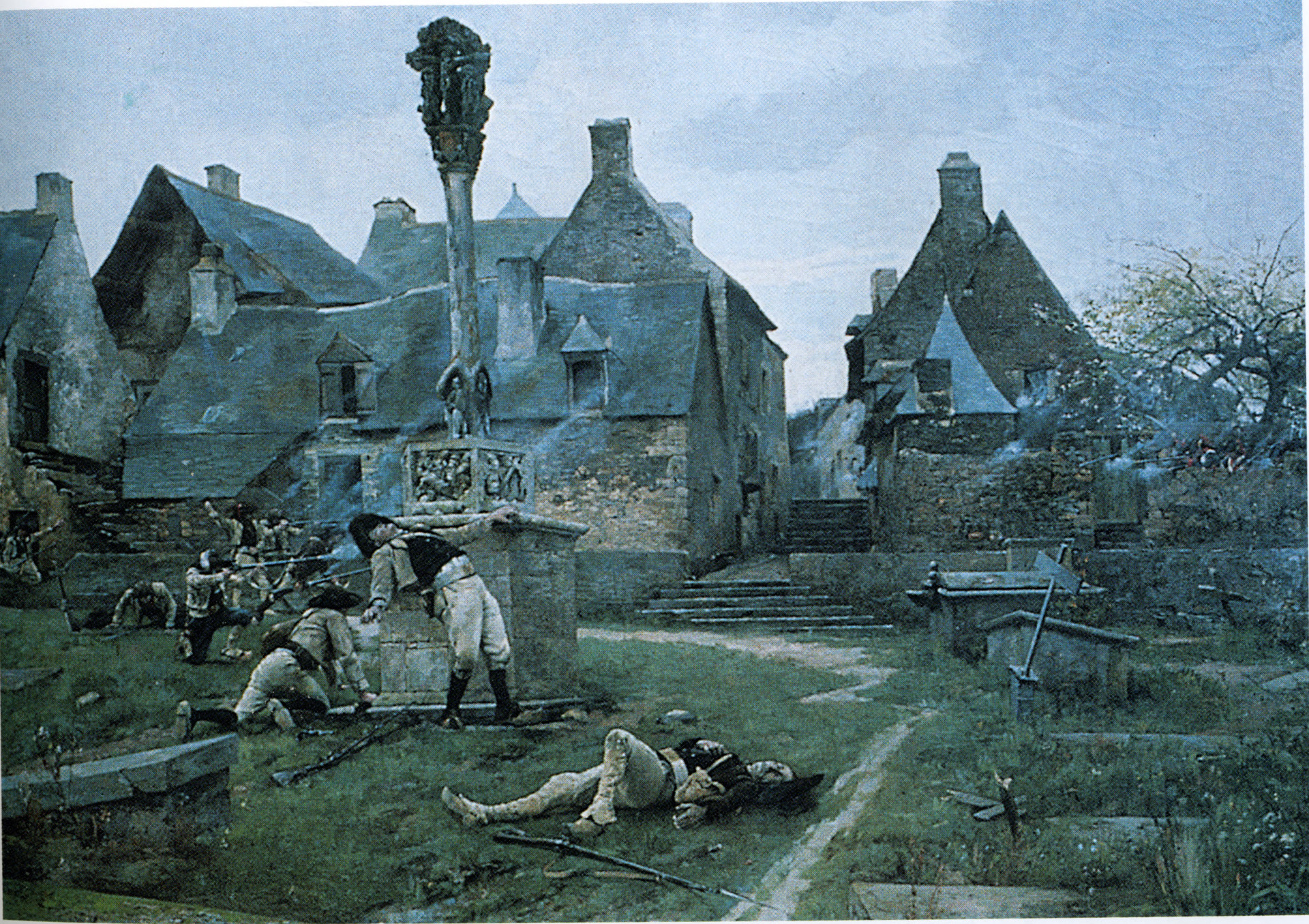
La Défense de Rochefort-en-terre (1885), Vannes, Conservatoire à rayonnement départemental.
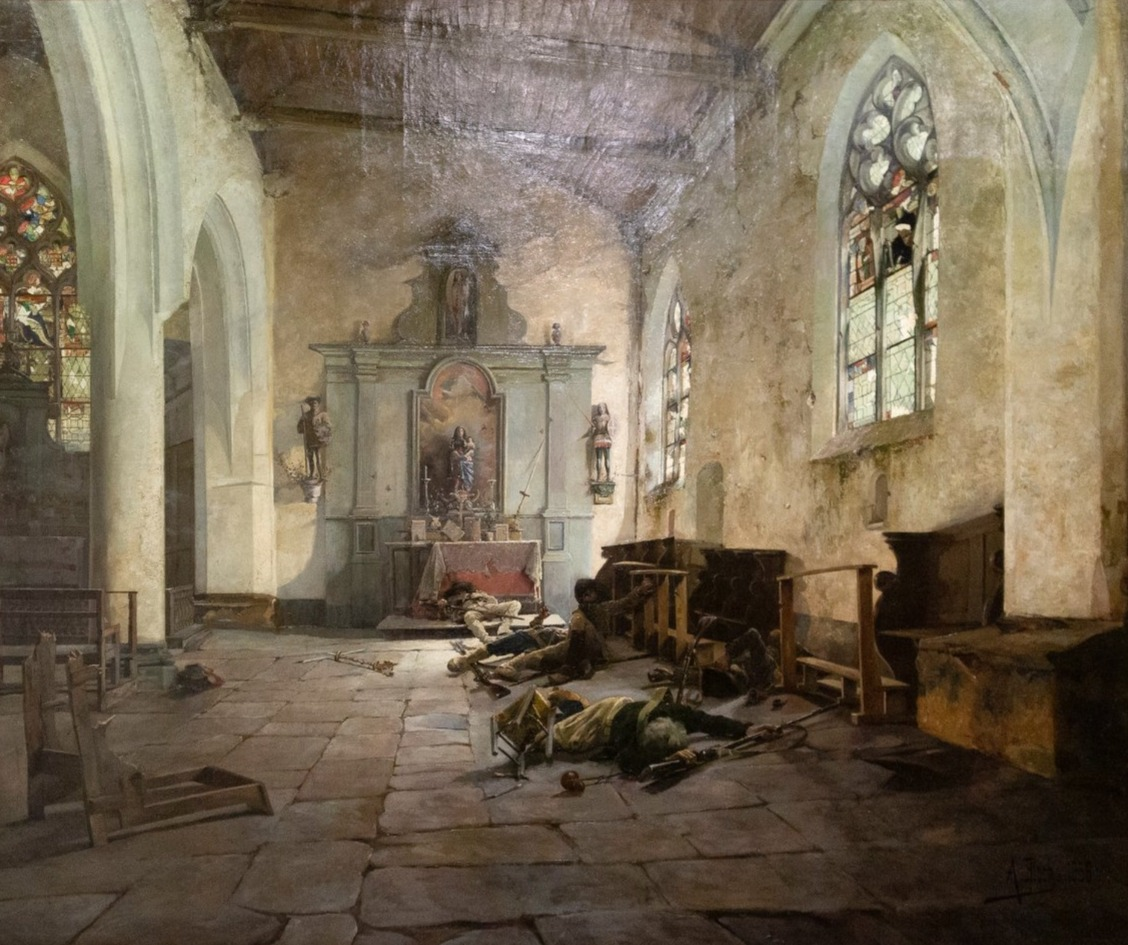
La Chapelle de La Madeleine à Malestroit. 15 nivose an III (1886), musée des Beaux-Arts de Quimper.
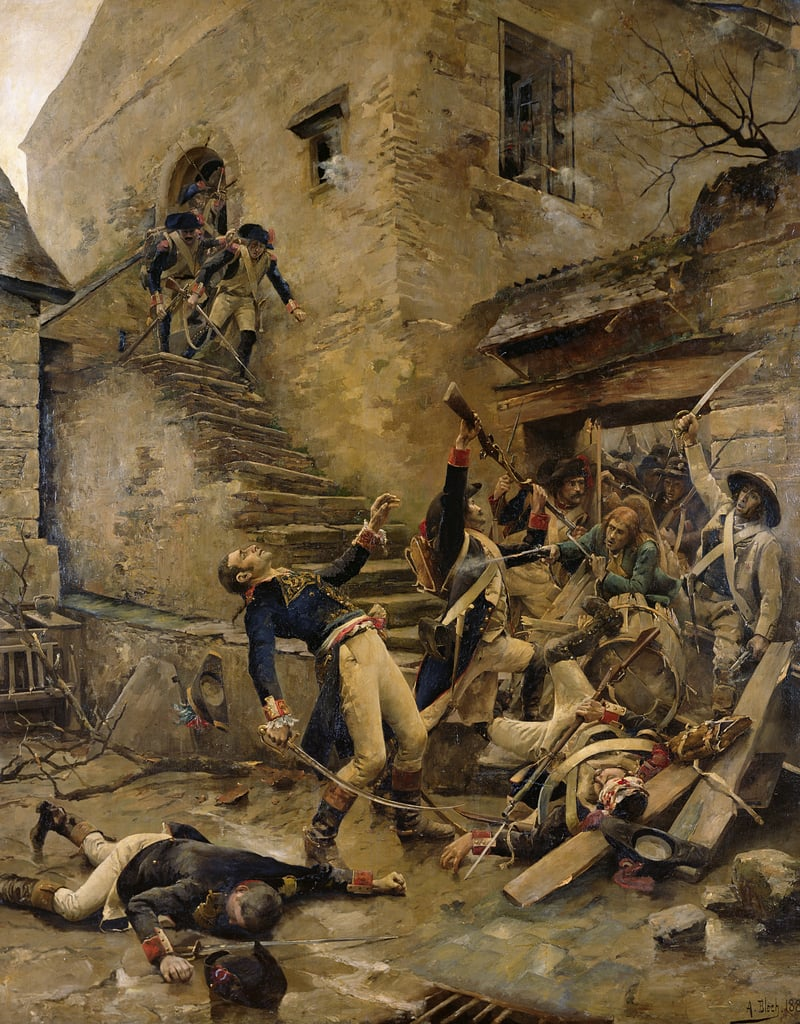
Mort du général républicain Beaupuy (1888), musée des Beaux-Arts de Rennes.
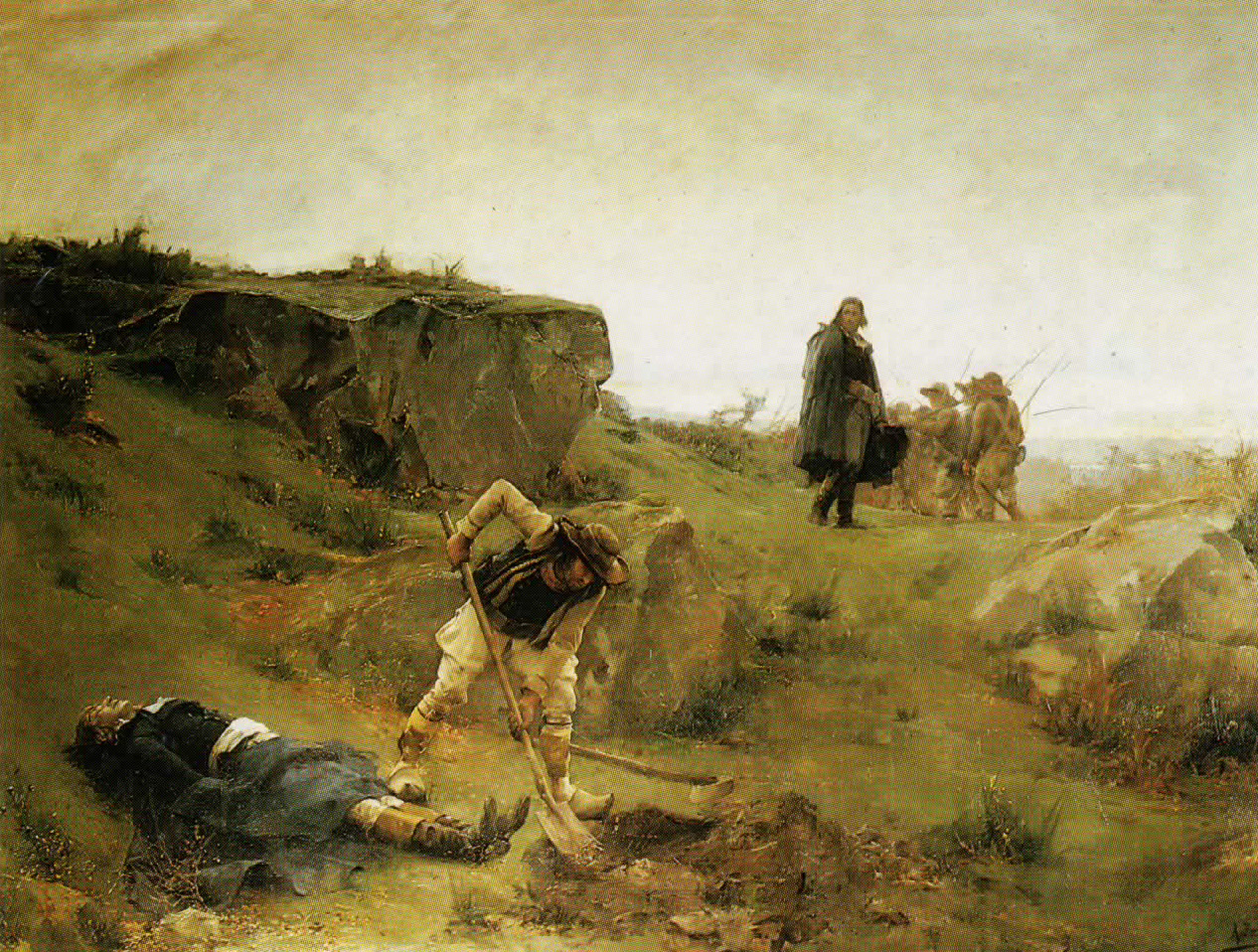
Mort de Henri de La Rochejaquelein, Nantes, musée Dobrée.